# Zuiderzeesteun
In artikel 3 van de Zuiderzeewet, die voornamelijk ging over de aanleg van de Afsluitdijk en de inpoldering van het afgesloten deel van de Zuiderzee, was vastgelegd dat bij de wet worden geregeld en vastgesteld de maatregelen ter tegemoetkoming aan de Zuiderzee-visschersbevolking, wegens de schade welke de afsluiting mocht berokkenen: de Zuiderzeesteun. 

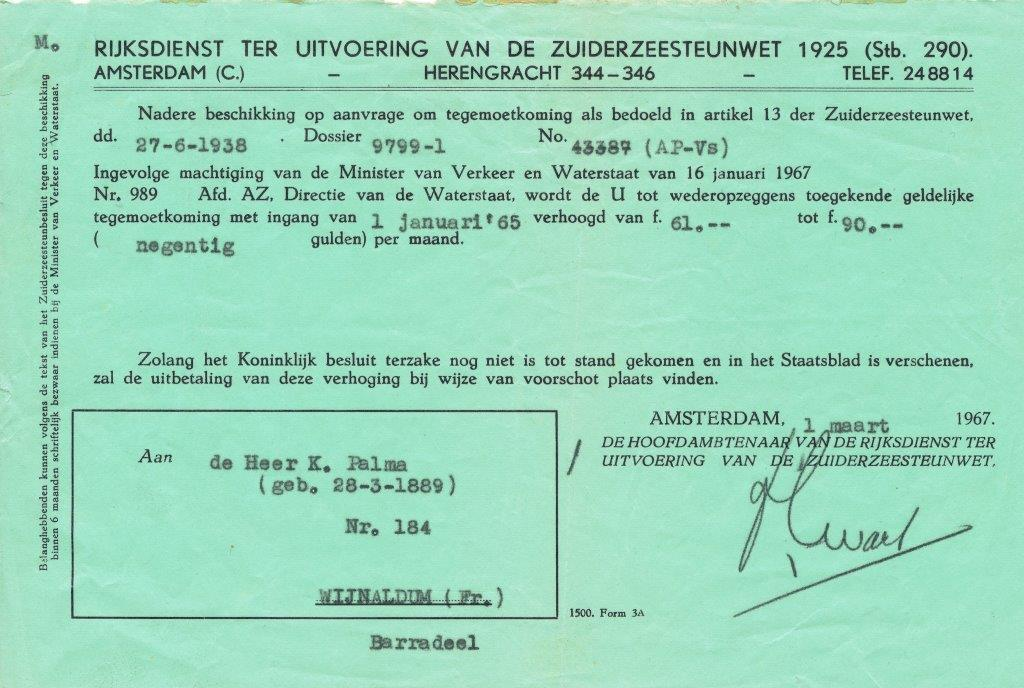
Wijziging uitbetaling Zuiderzeesteun

## Voortgang
De Zuiderzeewet werd op 14 juni 1918 door het parlement aangenomen. Het wetsontwerp over de Zuiderzeesteun werd pas in 1925 ingediend, hoewel de commissie Vissersbelangen van de Zuiderzeeraad al in 1920 een ontwerp had gemaakt. Eén idee daaruit werd al in 1921 in praktijk gebracht: het oprichten van een Kredietvereniging, die hard nodig was omdat vissers moeilijk leverancierskrediet konden krijgen nadat in 1920 de eerste activiteiten voor de aanleg van de Afsluitdijk werkelijk waren begonnen. 

## Zuiderzeesteunwet in kort bestek
De wet gold voor iedereen die op 25 juli 1918 zijn hoofdmiddel van bestaan had gevonden in de Zuiderzeevisserij. Naast Zuiderzeevisser en wiervisser werden er 25 andere beroepen genoemd: in de scheepsbouw bijvoorbeeld mastenmaker en zeilmaker, in het nettenbedrijf onder andere nettenbreier en taander en in het visverwerkingsbedrijf onder meer visroker en viszouter. Maar ook minder voor de hand liggende beroepen hadden een plaatsje gekregen zoals smid, loodgieter en eendenhouder.  Wie werd erkend als belanghebbende kon een aanvraag indienen voor de volgende vormen van steun.
1. verstrekken van onderwijs: kostenvergoeding voor met name nijverheidsonderwijs en beroepsopleidingen, daarnaast eventueel tijdelijk een toelage wegens derving van inkomsten.
2. maatregelen ter verkrijging van een werkkring: voorlichting en hulp bij het verplaatsen of omvormen van het eigen bedrijf of bij het zoeken van werk buiten het eigen bedrijf; vergoeding van kosten die gemaakt worden om werk te krijgen (o.a. reiskosten, verhuiskosten, gereedschap en van kleding ter vervanging van visserijkleding ‘indien te verwachten is dat het dragen daarvan in de nieuwe werkkring op bezwaren zal stuiten’; toeslag op het loon om het gaan werken elders te vergemakkelijken, uiterlijk gedurende 6 weken.
3. tegemoetkoming wegens waardevermindering eigendommen (toegevoegd in 1931): de waardevermindering van boot, netten en gebouwen was het verschil tussen de waarde die de eigendommen hadden gehad als de Zuiderzee niet zou zijn afgesloten en de werkelijke waarde na de afsluiting bij openbare verkoop.
4. kredietverlening: bestemd voor voortzetting, verplaatsing of omvorming van het bedrijf.
5. voorkeursbehandeling bij verstrekken vergunningen voor visserij op het afgesloten deel van de Zuiderzee.
6. geldelijke tegemoetkoming voor het levensonderhoud: ten hoogste het (genormeerd) bedrag aan inkomensderving dat werd veroorzaakt door de afsluiting, na aftrek van eigen inkomsten.

## Uitvoeringsorganen
De uitvoering van de wet lag vanaf 1925 in handen van een Generale Commissie. In 1932 werd een afzonderlijk ambtenarenapparaat opgericht, de Rijksdienst ter uitvoering van de Zuiderzeesteunwet. De werkwijze die de Generale Commissie in zeven jaar in de praktijk had ontwikkeld werd vastgelegd in een Koninklijk Besluit: het Zuiderzeesteunbesluit. Aan die regels moest de Rijksdienst zich houden. In de belangrijkste vissersplaatsen waren Plaatselijke Commissies ingesteld om te waarborgen dat de Rijksdienst goede informatie kreeg over de specifieke plaatselijke omstandigheden. Daarbij maakten inspecteurs ook graag gebruik van de kennis die commissieleden hadden over individuele vissers en andere aanvragers. Inspecteur van de Rijksdienst Jacob Boor uit Hilversum ontwikkelde zich tot de ‘buitendienst-inspecteur’ voor het hele voormalige Zuiderzeegebied. Zijn adviezen werden bijna altijd onveranderd door zijn collega’s op het kantoor in Amsterdam overgenomen.
Een aanvraag om steun werd alleen in behandeling genomen als de aanvrager kon bewijzen dat zijn inkomen voor meer dan de helft uit de Zuiderzeevisserij of uit een nevenbedrijf was gehaald. De peildatum daarvoor was 25 juli 1918, de dag waarop de Zuiderzeewet in het Staatsblad was gepubliceerd. Lag dat deel onder de 50% dan werd dat inkomensdeel geen hoofdmiddel van bestaan genoemd en werd hij niet als belanghebbende erkend. Wie pas na 25 juli 1918 op de Zuiderzee was gaan vissen viel zonder meer buiten de boot, want die had toen al kunnen weten dat het op termijn afgelopen zou zijn.
Wie het niet eens was met een beslissing van de Rijksdienst kon een bezwaarschrift aan de minister van Waterstaat sturen. De Generale Commissie was na 1932 omgevormd tot adviesorgaan van de minister en adviseerde dus ook over bezwaarschriften. Een subcommissie Bezwaarschriften deed het voorbereidende werk, zoals het horen van de bezwaarde en het inwinnen van advies bij de betreffende Plaatselijke Commissie.

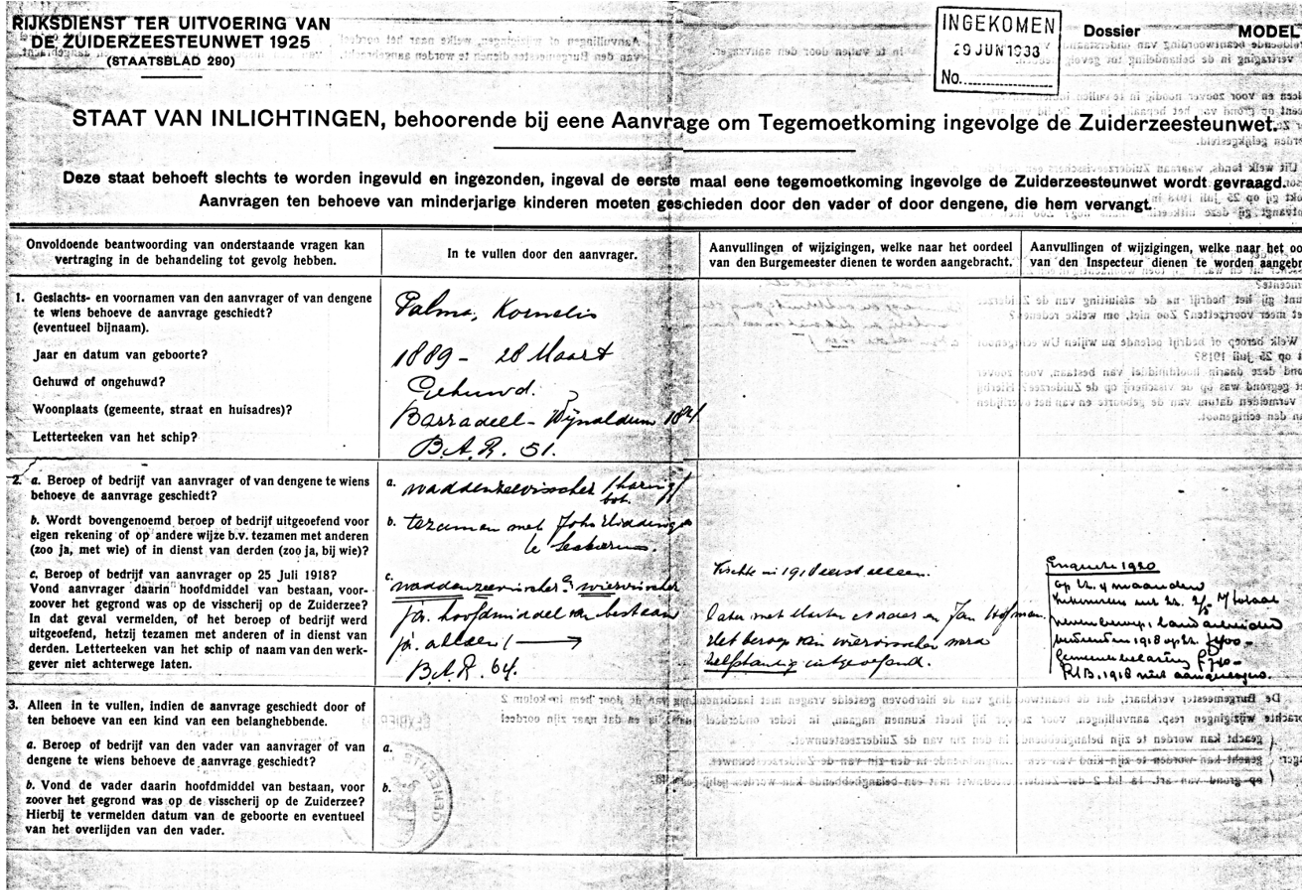
formulier om Zuiderzeesteun aan te vragen

## Uitbreiding werkingsgebied
Hoewel de overheid vooraf ook de te verwachten problemen ten noorden van de Afsluitdijk had geïnventariseerd bleek de steun na voltooiing van de Afsluitdijk in 1932 alleen te gelden binnen het afgesloten deel van de Zuiderzee, het IJsselmeer. Toch raakten vrij snel ook ten noorden van de Afsluitdijk vissers in de problemen. Wiervissers van Texel en Wieringen merkten meteen dat het wier verdween en de enorme haringvangsten langs de Friese kust waren slechts tijdelijk. De vissers voerden actie en kregen steun van Tweede Kamerleden en in 1938 werd de werking van de Zuiderzeesteunwet uitgebreid met het Waddengebied tot aan de lijn van de voormalige dam tussen Ameland en de vaste wal. 

## Toepassing van de Zuiderzeesteunwet
De wet was er op gericht degenen die afhankelijk waren van de Zuiderzeevisserij met diverse maatregelen aan ander werk en dus aan een eigen inkomen te helpen. Alleen als het allemaal echt niet wilde lukken was er als vangnet een geldelijke tegemoetkoming. De norm daarvoor was nauwelijks hoger dan die van de crisissteun voor de werklozen. Steunregelingen in de landbouwsector waren in dezelfde periode veel gunstiger. 
Er was ook een groot verschil met de gewekte verwachtingen. In 1920 had de Zuiderzeeraad de algemeen gedeelde wensen van de vissers geformuleerd, waarvan de belangrijkste waren: een volledige vergoeding voor de waardevermindering van het materiaal en een pensioen voor alle vissers, afhankelijk van hun leeftijd variërend van 20-80% van hun gemiddeld inkomen over 1915-1919. In de wet ontbrak de vergoeding voor waardevermindering helemaal en 'pensioen' bleek een vorm van armensteun te zijn. In 1931 werd alsnog aan de wet een vergoeding voor de waardevermindering van schepen, netten, gebouwen etc. toegevoegd, maar het beeld van een uiterst schriel overheidsbeleid bleef bestaan. 

## Groep belanghebbenden vergroot
Onderdeel van de Zuiderzeesteun was het gratis verstrekken van visvergunningen voor het IJsselmeer. Bij het toekennen daarvan was inkrimping van het aantal vissers de belangrijkste doelstelling. Gedwongen door gebrek aan voldoende eten voor de bevolking begon de overheid tijdens de bezettingsjaren extra vergunningen af te geven, de zogenaamde noodvergunningen. In 1950 werd de inpoldering van delen van het IJsselmeer weer hervat. Het visgebied zou geleidelijk steeds kleiner worden, dus werd het inkrimpen van de vissersvloot weer actueel. Elke vergunning die een visser inleverde omdat hij ermee stopte werd niet opnieuw uitgegeven. Daarmee ging de inkrimping niet snel genoeg en minister Mansholt stelde in 1953 de commissie Van der Zaal in. die met voorstellen moest komen voor een versnelde afvloeiing van vissers. De commissie concludeerde in 1955 dat beperking van het aantal vergunningen met 45% binnen zes jaar mogelijk was als de teruggang financieel werd gestimuleerd. IJsselmeervissers die jonger waren dan 65 jaar konden een uitkering krijgen tot maximaal de gemiddelde nettoverdienste over de jaren 1950, 1951 en 1952. Het voorspelde percentage werd binnen drie jaar gehaald. Het rapport Van der Zaal vormde tevens de basis voor een meer structurele wijziging van de Zuiderzeesteunwet. De groep belanghebbenden werd uitgebreid tot de vissers die geboren waren tussen 1905 en 1912 met als voorwaarde dat ze van 1950-1952 actief visser waren op het IJsselmeer.

## Opheffing Rijksdienst
Bij de oprichting van de Rijksdienst ter uitvoering van de Zuiderzeesteunwet in 1932 dacht men de klus in enkele jaren te kunnen klaren. Vissers die op dat moment jonger waren dan 40 jaar kregen hooguit 5 jaar een uitkering. Vissers ouder dan 65 jaar konden hem levenslang krijgen, maar met de gemiddelde levensverwachting in die tijd zou na 10 jaar hun aantal snel afnemen. Echter, niet voorziene besluiten als de erkenning van de vissers ten noorden van de Afsluitdijk en de sanering naar aanleiding van het rapport Van der Zaal brachten nieuwe aanvragen op gang. Daarmee werd het bestaansrecht van de Rijksdienst gerekt.
In 1955 genoten nog 1600 mensen Zuiderzeesteun. Het waren voornamelijk vissers in ruste of hun weduwen. De steun was een welkom extraatje bij de tot AOW omgevormde Dreesuitkering. Door de regeling Van der Zaal kwamen er wel wat nieuwe klanten bij, maar in 1975 beheerde de Rijksdienst nog maar enkele honderden gevallen. Die paar uitkeringen konden eenvoudig door één ambtenaar op het ministerie van Waterstaat worden verzorgd. Na 44 jaar waarin bijna 14000 dossiers waren aangelegd werd de Rijksdienst ter uitvoering van de Zuiderzeesteunwet in 1976 opgeheven.